# Красное (Дзержинский район)
Кра́сное (бел. Кра́снае) — деревня в составе Добринёвского сельсовета Дзержинского района Минской области Беларуси. Деревня расположена в 27 километрах от Дзержинска, 35 километрах от Минска и 12 километрах от железнодорожной станции Фаниполь.

## История
Деревня известна со второй половины XIX века, находилась в Станьковской волости Минского уезда Минской губернии. В 1858 году в деревне Красное проживали 32 жителя мужского пола, владение Э. Чапского. В 1897 году, по данным первой всероссийской переписи в деревне — 9 двор, 65 жителей, в 1917 году — 18 дворов, 106 жителей.
С 20 августа 1924 года в составе Рубилковского сельсовета (который с 23 марта 1932 года по 14 мая 1936 года являлся национальным польским сельсоветом)  Самохваловичского района, с 18 января 1931 года в составе Койдановского района Минского округа. 15 марта 1932 года Койдановский район преобразован в Койдановский польский национальный район, который 26 июня был переименован в Дзержинский.  31 июля 1937 года Дзержинский национальный полрайон был упразднён, деревня Красное перешла в состав Минского района Минского округа, с 20 февраля 1938 года — в составе Минской области. 4 февраля 1939 года Дзержинский район был восстановлен. В годы коллективизации в деревне был организован колхоз. В Великую Отечественную войну с 28 июня 1941 года до 6 июля 1944 года под немецко-фашистской оккупацией. 
В 1960 году насчитывалось 35 жителей, в 1991 году — 7 хозяйств, 13 жителей, входила в состав колхоза «Коминтерн» (центр — д. Томковичи). По состоянию на 2009 год в составе ОАО «Правда-Агро» (центр — д. Боровики), в это же время в деревне насчитывается 3 придомовых хозяйства, проживали 5 жителей. 28 мая 2013 года деревня была передана из состава упразднённого Рубилковского сельсовета в Добринёвский сельсовет.

## Население
| Численность населения (по годам) | Численность населения (по годам) | Численность населения (по годам) | Численность населения (по годам) | Численность населения (по годам) | Численность населения (по годам) | Численность населения (по годам) | Численность населения (по годам) |
| 1858                             | 1897                             | 1909                             | 1917                             | 1960                             | 1991                             | 1999                             | 2004                             |
| -------------------------------- | -------------------------------- | -------------------------------- | -------------------------------- | -------------------------------- | -------------------------------- | -------------------------------- | -------------------------------- |
| 32                               | ↗ 65                             | ↘ 41                             | ↗ 106                            | ↘ 35                             | ↘ 13                             | ↘ 12                             | ↘ 6                              |
| 2009                             | 2017                             | 2018                             | 2020                             | 2022                             |                                  |                                  |                                  |
| ↘ 5                              | ↗ 7                              | → 7                              | → 7                              | ↗ 8                              |                                  |                                  |                                  |